# 伏安

視在功率（S）的大小相等於實功率（P）及無功功率（Q）的向量和，功率因素pf = cos φ

伏安（volt-ampere，VA）是電機工程學用來量度视在功率的單位，相等於方均根電壓乘以方均根電流。
在直流電，所有電流都會作功，因此可直接用瓦特量度實功率。在交流電，一些電流在電路中流動但不會作功，電壓及電流的積是视在功率，而單位是伏安。伏安及無功伏安（volt-ampere reactive, var）只在交流電才會使用和有用。
不斷電系統（UPS）通常會同時標明最大輸出功率的VA值和W值。VA值限制最大的輸出電流（電壓是固定的），W值限制最大的實功率輸出。例如，UPS會標示1000W/1500VA。行業標準是大約60%，但可以更高。如果UPS只標示VA值，安全起見應假設W值只有六成，即是1500VA UPS應當作900W。

## 無功伏安
乏爾，简称乏（英語：var），又稱為無功伏安是一個衡量虛功率的單位。在交流電系統中，當電壓和電流呈現相位差時，就會出現虛功率。乏爾是由羅馬尼亞的電機工程師康斯坦丁·布代亞努發明的，並在1930年在斯德哥爾摩受到國際電工委員會（IEC）的介紹，並決定了採用乏爾作為虛功率的單位。
有稱作乏爾計的特殊儀器可以用來測量一個電路裡的虛功率。
國際單位制（SI制）接納了乏爾這個單位，即使乏爾是在代表著一種功率。根據歐洲聯盟指令80/181/EEC，正確表示乏爾的方法是「var」，即使「Var」和「VAr」這種表示法也十分常見，而且業界也經常把乏爾表示成「VAR」。